# Puhcze
Puhcze (mac. Пухче) – wieś w gminie miejskiej Sztip w środkowej Macedonii Północnej.

## Demografia
Według spisu ludności z 2002 we wsi Puhcze mieszkało 34 mieszkańców.

### Rasy i pochodzenie
Według wyżej wspomnianych danych we wsi Puhcze mieszkało 15 Macedończyków, 13 Turków, 1 Rom i 5 mieszkańców innego pochodzenia.